# ジョン・ケネディ (サッカー選手)
ジョン・ケネディ（John Kennedy, 1983年8月18日 - ）は、スコットランド・ノース・ラナークシャー州ベルズヒル出身の元同国選手サッカー選手、現サッカー指導者。現役時代のポジションはDF。

## 経歴

### セルティック
セルティックFCの下部組織出身で、1999年に同クラブでプロデビューを果たす。2004年3月31日に行われた親善試合のルーマニア戦で代表デビュー（1-2で敗北）。しかし同試合の前半17分に相手FWヨアン・ガネアのタックルを受け膝を負傷、スティーヴン・クレイニーと交代した。この故障の影響により長期の離脱を余儀なくされ、2007年11月28日のUEFAチャンピオンズリーグ・グループリーグ、FCシャフタール・ドネツク戦で3年弱振りにピッチに立った。

### ノリッジ
2008年夏にはマザーウェルFCのキャンプに参加したが、セルティックの要求する金銭的な条件を満たせず同クラブへの加入は実現しなかった。プレストン・ノース・エンドFCも獲得に興味を示す中、7月27日にチャンピオンシップのノリッジ・シティFCへの期限付き移籍が発表された。
9月17日のクイーンズ・パーク・レンジャーズFC戦で62分にジョナサン・グラウンズと負傷交代、足首の靭帯損傷で約1か月の離脱となった。12月13日のレディングFC戦でクラブは2-0の勝利を収めるが、自身は89分にカール・コートと交代。膝軟骨の負傷で最大5週間の安静が必要と診断され、同月20日には契約満了に伴いスコットランドへ帰国した。

### 現役引退
2009年11月、度重なる故障の影響により26歳での現役引退を表明した。引退後もクラブに残留し、欧州巡回スカウトに就任した。
2011年8月10日、セルティック・レジェンズとマンチェスター・ユナイテッドFC・レジェンズによる顕彰試合が開催された。
2014-15シーズンより監督に就任したロニー・デイラの下、ファーストチームのコーチを務める。
2021年2月25日、ニール・レノンの辞任に伴い、セルティックの暫定監督に就任した。シーズン終了まで指揮した。

## タイトル
セルティック
- スコティッシュ・プレミアリーグ : 2007-08